# Temple of the Cat
Temple of the Cat – trzeci singel projektu Ayreon, pochodzący z albumu Universal Migrator Part 1: The Dream Sequencer. Pierwsza edycja singla pojawiła się w sprzedaży w 2000 roku, a w 2001 roku ukazała się alternatywna wersja z akustyczną aranżacją tytułowego utworu.

## Lista utworów
1. „Temple of the Cat” – 04:11
2. „Temple of the Cat” (z Lana Lane) – 04:11
3. „My House on Mars” – 07:49
4. „Valley of the Queens” (z albumu Into the Electric Castle) – 02:25

### Wersja akustyczna
1. „Temple of the Cat (Acoustic version)” – 04:11
2. „Temple of the Cat” – 04:11
3. „Nature’s Dance” (z albumu The Final Experiment) – 02:27

## Twórcy
- Arjen Lucassen – śpiew, gitara, gitara basowa, keyboard, syntezator
- Jacqueline Govaert – śpiew
- Rob Snijders – perkusja